# Byland with Wass
Byland with Wass est une paroisse civile du Yorkshire du Nord, en Angleterre.